# Мошнень (Долж)
Мошнень, Мошнені (рум. Moșneni) — село у повіті Долж в Румунії. Входить до складу комуни Алмеж.
Село розташоване на відстані 190 км на захід від Бухареста, 17 км на північний захід від Крайови.

## Населення
За даними перепису населення 2002 року у селі проживали 364 особи, усі — румуни. Усі жителі села рідною мовою назвали румунську.